# Madaglymbus ruthwildae
Madaglymbus ruthwildae är en skalbaggsart som beskrevs av Shaverdo, Balke in Shaverdo, Monaghan, Lees, Ranaivosolo och Michael Balke 2008. Madaglymbus ruthwildae ingår i släktet Madaglymbus och familjen dykare. Inga underarter finns listade i Catalogue of Life.